# Millardia gleadowi
Millardia gleadowi is een knaagdier uit het geslacht Millardia dat voorkomt in het westen van India (Rajasthan en Gujarat) en Midden- en Zuid-Pakistan. Dit dier komt het meeste voor in droge, onherbergzame gebieden. Het eet gras en ander plantaardig materiaal. Deze soort verschilt sterk van zijn geslachtsgenoten, en moet mogelijk in een apart geslacht worden geplaatst.
M. gleadowi is een kleine rat met een vrij korte staart en lange oren. De bovenkant is zandbruin, de onderkant wit; op de keel zit een bruine vlek. De staart is van onderen licht en van onderen soms ook licht, maar meestal wat donkerder. De achtervoeten zijn wit. De kop-romplengte bedraagt 77 tot 97 mm, de staartlengte 67 tot 93 mm, de achtervoetlengte 18 tot 20 mm en de oorlengte 18 tot 21 mm. Vrouwtjes hebben drie paren van mammae. Het karyotype bedraagt 2n=40, FN=47.
Dit dier is 's nachts actief en leeft in holen. De paartijd is van augustus tot oktober; per worp worden er twee tot drie jongen geboren.
Millardia gleadowi · Millardia kathleenae · Millardia kondana · Millardia meltada